# Væ victis

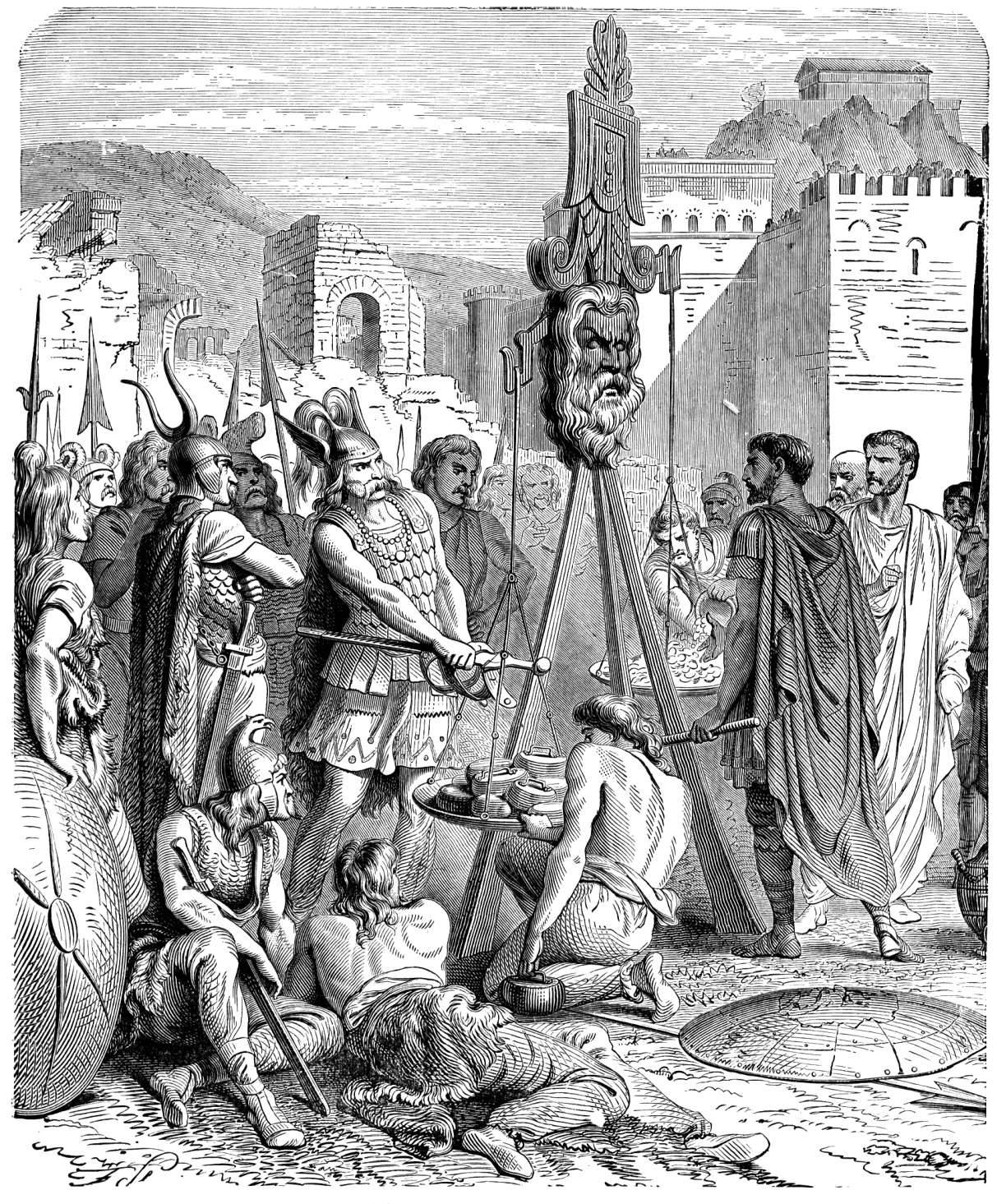
Breno arroja su espada en la balanza.

Væ victis es una expresión en latín que significa «¡Ay de los vencidos!» (también se usa para decir "dolor al conquistado"). Según la obra Ab Urbe condita V,48 de Tito Livio, fue pronunciada por el jefe galo Breno que había sitiado y vencido a la ciudad de Roma.
Según dicha tradición, en 390 a. C., tras su victoria, Breno accedió a negociar su retirada de la ciudad mediante un rescate convenido por ambos lados combatientes. Dicho rescate consistiría en un botín de mil libras romanas en oro (unos 327 kg).
Cuando los romanos percibieron que los galos habían amañado la balanza en que se pesaba el oro, protestaron ante su jefe Breno, quien se limitó a arrojar su espada para añadirla al peso de la balanza mientras decía «Vae victis!».
La frase sobrevive hasta nuestros días, usándose para hacer notar la impotencia del vencido ante el vencedor, sobre todo en las negociaciones entre ambos.